# Retorta

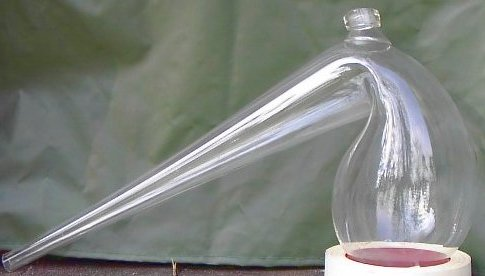
Una retorta.

En un laboratorio de química, una retorta es un recipiente, generalmente de vidrio, que se usa en la destilación de sustancias.Consiste en una vasija esférica con un "cuello" largo inclinado hacia abajo. El líquido a destilar se pone en el vaso y se calienta. El cuello actúa como un condensador, permitiendo a los vapores condensarse al fluir a través del cuello, recogiéndose en un vaso puesto al final del mismo.
En aplicaciones industriales, una retorta es un vaso hermético en el cual las sustancias se calientan mediante una reacción química produciendo productos gaseosos que serán recogidos en un vaso. La retorta suele formar parte de un alambique.

## Historia
Los alquimistas usaron muy frecuentemente retortas de las que se servían para obtener las esencias de las sustancias; aparecen imágenes de retortas en muchos dibujos y bosquejos de sus laboratorios. Antes del invento de los condensadores modernos, las retortas fueron usadas por muchos químicos prominentes, como Antoine Lavoisier y Jöns Jacob Berzelius.

## Uso en la química analítica
Debido a los avances de la tecnología, especialmente tras la invención del condensador de Liebig y su adopción en los laboratorios, las retortas se consideran anticuadas. Sin embargo, en algunas técnicas de laboratorio, incluyendo la destilación simple, que no requieren aparatos complicados, se sigue usando la retorta como un sustituto de equipos de destilación más complejos.

## Uso en la producción de bebidas alcohólicas
En la producción artesanal o casera de licores, la retorta sigue siendo una parte indispensable del alambique. En este caso, generalmente suele ser de cobre, aunque los que hay actualmente son de acero inoxidable.